# Муніципії Стародавнього Риму
Муніци́пії Старода́внього Ри́му (лат. Municipium, мн. Municipia, municipium від munus — «обов'язок, служба» та capio — «беру») — у часи Римської республіки так називалися залежні від Риму міста Лаціо і пізніше Італії. Жителі цих міст отримували такі самі обов'язки, як і римські громадяни (лат. munera capere), а міста — часткове самоуправління чи префекта, призначеного Римом. З часів Другої латинської війни (338 р. до н. е.) всі громадяни Municipia cum suffragio мали всі права римських громадян. Першою Муніципією цього роду вважають місто Тускул. Тривалий час громадяни Municipium suffragi мали дещо менші права, ніж римські громадяни, — вони мусили служити в армії, платити податки, але не мали права голосу при виборах та не були занесені у Триби.
У часи імперії права муніципій отримували також і міста поза Італією. З 212 року всі міста імперії отримали ранг муніципій.